# 亨格福德
亨格福德（Hungerford）是英格蘭伯克郡的一個城市和民政教區，位於倫敦以西67英里（107公里）。